# Julian Smolik
Julian Smolik (ur. 27 listopada 1880 w Nowym Sączu, zm. 1942) – polski prawnik, absolwent Uniwersytetu Jagiellońskiego.

## Życiorys
Syn Tomasza, pracownika poczty i Laury z Reinfussów. Po ukończeniu gimnazjum studiował prawo na Uniwersytecie Jagiellońskim w Krakowie. W roku akademickim 1901/2 pełnił funkcję prezesa Bratniej Pomocy. Po ukończeniu studiów został skierowany do pracy w Krośnie, gdzie pracował jako sędzia. W 1912 roku przeniósł się do Nowego Sącza. Od 1919 roku pracował jako sędzia Sądu Okręgowego. Pełnił również funkcję naczelnika Sądu powiatowego i Grodzkiego. Od 1932 roku był wiceprezesem Sądu Grodzkiego. Był współzałożycielem powstałego w 1906 roku Towarzystwa Tatrzańskiego "Beskid" i działaczem Sokoła. Pełnił funkcję radnego miasta Nowy Sącz.
W 1939 roku podczas ucieczki na wschód został aresztowany w Przemyślu przez NKWD i wywieziony na Syberię. Tam zmarł w 1942 roku.

## Upamiętnienie
W 2017 roku Rada miasta Nowego Sącza nadała jego imię ulicy prowadzącej do nowego budynku Sądu Rejonowego. 